# Les Pattinson
Leslie Thomas Pattinson dit Les Pattinson, né le 18 avril 1958 à Ormskirk dans le Lancashire, est un musicien et compositeur britannique, bassiste du groupe Echo & the Bunnymen qu'il a fondé avec Ian McCulloch et Will Sergeant.

## Biographie
Il grandit à Aughton, dans le Lancashire, et fréquente l'école secondaire Deyes High School à Maghull où il a pour camarade de classe son ami Sergeant. En 1977, il forme avec Sergeant le groupe The Jeffs, Pattonson y jouant sous le nom de Jeff Lovestone. Peu de temps après, il fonde The Love Pastels avec de nombreuses filles au chant et lui à la basse et au chant.
En 1978, de la rencontre avec Ian McCulloch, se forme le groupe Echo & the Bunnymen qui se produit pour la première fois au Eric's Club (en) de Liverpool le 15 novembre 1978 devant Bill Drummond (en) et David Balfe (en) de Zoo Records (en) qui aussitôt l'engage. Pete de Freitas, le batteur, rejoint le groupe dès 1979.
Les Pattinson compose de nombreuses chansons du groupe telles The Cutter, The Back of Love, Never Stop, The Killing Moon, Seven Seas", Lips Like Sugar, Bring on the Dancing Horses ou Silver. The Killing Moon apparait dans le film Donnie Darko en 2001 et a aussi été utilisée pour une publicité de la marque Audi lors du Super Bowl XLVI.
A la séparation d'Echo & the Bunnymen en 1994, il est engagé par Terry Hall pour être le bassiste de son album Home et participe à la tournée européenne de Hall. Lorsqu'en 1996 Echo & the Bunnumen se reforme, il rejoint de nouveau le groupe mais, malgré le succès obtenu (chanson officielle de la Coupe du monde de football sous le nom de England United qui regroupe Echo & the Bunnymen, Spice Girls et Blur), décide de le quitter en 1998.
Il joue de 2009 à 2011 comme bassiste du groupe The Wild Swans puis en 2013, fonde avec Sergeant le groupe Poltergeist avec à la batterie Nick Kilroe du Black Velvets. Leur premier album est sorti en juin de la même année : Your Mind Is A Box (Let Us Fill It With Wonder).

## Discographie
Albums
| Year | Band                | Album title                                     |
| ---- | ------------------- | ----------------------------------------------- |
| 1980 | Echo & the Bunnymen | Crocodiles                                      |
| 1981 | Echo & the Bunnymen | Heaven Up Here                                  |
| 1983 | Echo & the Bunnymen | Porcupine                                       |
| 1984 | Echo & the Bunnymen | Ocean Rain                                      |
| 1987 | Echo & the Bunnymen | Echo & the Bunnymen                             |
| 1990 | Echo & the Bunnymen | Reverberation                                   |
| 1994 | Terry Hall          | Home                                            |
| 1997 | Echo & the Bunnymen | Evergreen                                       |
| 2011 | The Wild Swans      | The Coldest Winter for a Hundred Years          |
| 2013 | Das Poltergeist     | Your Mind Is A Box (Let Us Fill It With Wonder) |